# Иоанн Комнин (дукс Диррахия)
Иоанн Комнин (ср.-греч. Ἰωάννης Κομνηνός; 1073 — после 1136) — византийский военачальник и дукс Диррахия из правящего рода Комнинов, племянник Алексея I Комнина. Участвовал в сражении с сербами и далматами, потерпев от них поражение, за что лишился своего титула. В конце жизни с супругой ушёл в монастырь, приняв монашеский сан и имя Игнатий.

## Биография
Детали о жизни Иоанна содержатся в сочинении его двоюродной сестры Анны, «Алексиаде». Он родился в конце 1073 года и был самым первым ребёнком в семье севастократора Исаака Комнина. Мать Иоанна звали Ирина Аланская, она происходила из грузин. После его рождения в семье появились на свет ещё три сына (Алексей, Константин и Адриан) и четыре дочери Исаак Комнин был старшим братом будущего императора Алексея I Комнина. Когда Алексей I пришёл к власти, его племянники стали носить титул севаст как близкие родственники правителя империи.
Когда Алексей I Комнин пришёл к власти он попытался заключить политический брак между Иоанном и принцессой Священной Римской империи и дочерью императора Генриха IV. Алексей называл своего племянника красивым и благоразумным человеком, однако из этого предприятия ничего не вышло.
В начале 1091 года Алексей назначил своего племянника дуксом Диррахия, фемы на территории современной Албании. Пост этот был крайне почётным, поскольку Диррахий являлся «воротами» в Албанию и в сердце империи. Именно через него можно было добраться в Грецию из Италии. Однако вскоре после того, как Иоанн вступил в должность, к Алексею пришло письмо от Феофилакта, архиепископа Болгарского, о том, что назначенец замышляет восстание. По словам Анны Комнины, Алексей всю ночь думал над этим и волновался, но всё откладывал дело от рассмотрения, опасаясь, что это правда. На следующей день Алексей направил посла в Диррахий с двумя письмами — о том, что Иоанну необходимо явиться к нему, и о том, что жителям города стоит готовиться для обороны от нападения далматов. Узнав о происходящем, Исаак добрался до Филиппополя, где находился император, и послал сыну требование сделать то же самое. После разговора между Исааком и Алексеем, который перерос в семейную ссору между братьями, Иоанн зашёл к императору. Неизвестно, были ли обвинения обоснованными, однако Алексей отверг их и отправил Иоанна обратно в Диррахий, править городом.
В дальнейшем, в 1094 году, Иоанн, который хотел вступить в сражение, хотя и не имел военного опыта, получил поручение противостоять набегам сербов из Рашки под командованием Вукана, который обещал ранее освободить захваченных заложников, но всё отказывался. Иоанн переправился с войском на другой берег реки Липений, разбив лагерь у подножия горы Зига напротив Звечана. Вукан предложил мир, однако втайне готовил нападение. Ночью он атаковал войска Византии, чем вызвал переполох в лагере и благодаря чему нанёс противнику тяжёлое поражение. После этого он поднялся на Зиг, однако войск у греков оставалось слишком мало для противостояния, в связи с чем переправились обратно. Осмелевший Вукан начал грабёж соседних земель Византии и сжёг округу Скопле, а затем дошёл до Враньи. Иоанн отправился в Константинополь, чтобы объяснить Алексею своё поражение. На сей раз император понял его и не освободил от занимаемой должности.
В 1096 году Иоанн и дука флота Николай Маврокатакалон благополучно приняли графа Гуго I Вермандуа, потерпевшего кораблекрушение у берегов Диррахия. В 1105/06 году Иоанн ещё был дуксом Диррахия, поскольку именно так его описывает Анна Комнина, которая рассказывает о его поражении в борьбе с далматами. Из-за возникшей угрозы массового вторжения Алексей поставил на место Иоанна его младшего брата Алексея.

## Семья
Около 1090 года Иоанн женился на Марии Дукине, дочери протостратора Михаила Дуки, брата жены императора Алексея Ирины. По словам современного греческого историка Константина Варзоса, имя его жены скорее монашеское, чем данное при рождении. У пары было пять детей, однако все они умерли раньше своих родителей. Имя одного из них — Алексея — фигурирует в источниках. После 1130 года Иоанн и супруга приняли монашеский сан. Иоанн взял себе имя Игнатий. Он снёс дворец своего отца и на его месте возвёл монастырь Евргет («Благодетель»), посвящённый Святой Троице. Согласно Варзосу, последний ребёнок четы, скорее всего, скончался около 1136 года, а исходя из того, что все дети умерли раньше родителей, учёный делает вывод о том, что Иоанн и Мария не могли скончаться раньше этой даты.